# شغاف
الشَّغاف (باللاتينية: endocardium) ويُطلق عليه أيضًا بِطانةُ القَلْب هو الطبقة المبطنة لجوف القلب. خلاياه تشبه جنينياً وبيولوجياً الخلايا البطانية التي تبطن الأوعية الدموية.
يقع الشغاف إلى الداخل من عضل القلب، النسيج العضلي المسؤول عن انقباض القلب، والطبقة الخارجية للقلب تسمى النِّخاب وتحوي سائلاً بين وريقتي التأمور.

## الوظيفة
مؤخراً أصبح واضحاً أن الشغاف المكَوّن من خلايا البطانة أولياً، يُسيطر على وظيفة عضلة القلب. علاوة على ذلك، بطانة عضلة القلب (عضلة القلب) تحتوي على أوعية شعرية، التي أيضاً تتصل مباشرةً بخلايا عضلة القلب
(cardiomyocytes). هكذا، eالبطانة القلبية تسيطر على تطويرِ القلب في الجنينِ وكذلك في البالغ، على سبيل المثال أثناء التضخّم. إضافة إلى ذلك، تلك الخلايا والبيئة الفِيزيُولوجيا الكَهرَبِيَّة (electrophysiological) لها منظَّمة من قبل البطانة القلبية.
نسيج البطانة قد يعمل أيضاً كنوع من الحاجز بين القلب والدم (مماثل للحاجز بين الدماغ والدم)، هكذا يسيطر على التركيب الأيوني للسائل خارج الخلية.

## أنواعه
يمكن تقسيم التهاب شغاف القلب إلى الأنواع الآتية:
النوع الحاد وتحت الحاد: وهو نوع يتميز بمساره العدواني فالكائنات الدقيقة الشرسة مثل العنقودية الذهبية Staphylococcus aureus والميكروب العقدي من النوع (بي) group B streptococci هي الكائنات الدقيقة المسببة لهذا النوع، وقد لا يوجد مرض يؤثر على بنية الصمامات في هذا النوع، والنوع تحت الحاد يتقدم ببطء عن النوع الحاد.
النوع المرتبط بزرع صمامات: وهو ينقسم إلى نوعين، أولهما النوع المبكر الذي يحدث خلال 60 يوم من زرع صمام، والمكورات العنقودية Staphylococci والعصويات السلبية لصبغة الجرام والكانديدا Candida species هي الكائنات التي تسبب العدوى السائدة لهذا النوع، وثانيهما هو النوع المتأخر والذي يحدث بعد 60 يوم من زرع صمام.
النوع المرتبط بالحقن الوريدي عند المدمنين: ويحدث عند المدمنين الذين يتعاطون المخدرات وعقاقير الإدمان عن طريق الحقن بالوريد، والميكروبات العنقودية الذهبية هي أكثر الكائنات المسببة لهذا النوع شيوعا.

## أسباب التهاب شغاف القلب
من الأسباب المعروفة والتي قد تؤدي للإصابة بالتهاب شغاف القلب:
- وجود عيوب خلقية في بنية القلب وصماماته.
- الإصابة بالتهاب الرئة المتكرر اثر عدوى فيروسية أو بكتيرية. 
- الالتهابات واختلالات في جهاز المناعة.
- إجراء عمليات القلب المفتوح.
- تركيب انبوب تغذيه مباشر في القلب.
- الإصابة المتكررة بالالتهابات اثر عمل جراحة في الأسنان.
- تناول المضادات الحيوية بشكل متكرر، والإدمان على بعض الأدوية كالهروين. 
- إجراء جراحة لصمامات القلب.
- الإصابة السابقة بالتهاب شغاف القلب.

## أعراضه وعلامته
تظهر علامات وأعراض الإصابة بهذا المرض على النحو التالي:
- الشعور بألم في منطقة الصدر يتميز بحدتة.
- قد يمتد الألم للكتف أو العنق.
- ارتفاع درجة حرارة الجسم (ما يزيد عن 38 درجة مئوية)
- ضعف وتعب عام 
- الإصابة بالقشعريرة 
- حدوث وذمة في الأطراف 
- التعرق الليلي الشديد 
- السعال الجاف 
- تسارع ضربات القلب
- تضخم الكبد 
- أعراض الإصابة بالزكام
- فقدان الشهية 
- تشنج العنق 
- ظهور الطفح الجلدي 
- صداع 
- سيلان الجيوب واحتقان الأنف 
- الغثيان

## تشخيصه
قد يلجأ الطبيب إلى التدابير التالية لتشخيص هذا المرض:
-تخطيط كهربية القلب.
- فحص كيمياء الدم الشامل وخاصة خلايا الدم البيضاء 
- تخطيط صدى القلب.
-الفحوصات الإشعاعية التصوير المقطعي المحوسب (CT) والتصوير بالرنين المغناطيسي لعضلة القلب.
- عمليات التنظير المجهري

## علاجه
من الإجراءات العلاجية المتبعة للمرض:
-علاجات المضادات الحيوية بحيث يعطى المريض مضادات حيوية تغطي جميع أنواع البكتيريا المتوقع الإصابة بها، ويحتاج الطبيب لعمل زراعة لمعرفة المُسبب بالتحديد وبناءً عليه يقوم بوصف المضاد الحيوي المناسب وقد يستمر العلاج فتره 4 - 6 أسابيع.
- في حال وجود ألم مزمن قد يحتاج الطبيب لوصف بعض العقاقير المسكنة للألم.
- في حال حدوث وذمة شديدة قد يلجأ الطبيب لوصف مدرات البول للتخلص من السوائل المتراكمة في الجسم.
- التدخل الجراحي قد يكون إحدى الحلول التي يلجأ لها الطبيب بحيث يتم استئصال جزء من شغاف القلب أو سحب السوائل المتراكمه في الحالات المزمنة، وفي الحالات التي يتأثر بها صمامات القلب. 
- مضادات الالتهاب مثل الستيرويدات قد تكون فعالة بحسب الحالات التي يقررها الطبيب.
- قد يحتاج الطبيب إلى إجراء غسيل دم (Hemodialysis).
- بعض الأدوية المضادة لتخثر الدم.

## وصلات خارجية
- مجلة الطبي
- مجلة صحة